# Ultratop 50 Singles (Vallonia)
L'Ultratop 50 Singles (precedentemente Ultratop 40) è la classifica dei singoli musicali più venduti in Vallonia e a Bruxelles stilata settimanalmente dall'associazione no-profit Ultratop. È l'equivalente della Ultratop 50 Singles per le Fiandre. La classifica è stata fondata il 1º ottobre 1956.
Come Official Singles Chart, la classifica viene realizzata contando le vendite in oltre 500 negozi di dischi nel Paese e i download digitali dei singoli.

## Classifica di tutti i tempi
La seguente lista elenca i singoli musicali di maggior successo nella classifica delle Vallonia a partire dal 1956 (quindi anche precedenti alla divisione della classifica belga tra Fiandre e Vallonia avvenuta nel 1956) la seguente lista stila i singoli musicali di maggior successo nel Belgio francofono secondo i dati forniti dal sito ufficiale di Ultratop, rintracciabili sotto la voce "Top éternel".
| Posizione | Singolo                      | Artista/i                |
| --------- | ---------------------------- | ------------------------ |
| 1         | Alors on danse               | Stromae                  |
| 2         | Somebody That I Used to Know | Gotye feat. Kimbra       |
| 3 =       | Petite fleur                 | Sindey Bechet            |
| 3 =       | Petite fleur                 | Chris Barber's Jazz Band |
| 5         | Rolling in the Deep          | Adele                    |
| 6         | I Gotta Feeling              | The Black Eyed Peas      |
| 7         | Buona sera                   | Louis Prima              |
| 8 =       | L'Eau vive                   | Colette Renard           |
| 8 =       | L'Eau vive                   | Guy Béart                |
| 10        | Diana                        | Paul Anka                |

## Singoli di maggior successo per anno
| Anno | Singolo                                                            | Artista/i                             |
| ---- | ------------------------------------------------------------------ | ------------------------------------- |
| 1995 | Pour que tu m'aimes encore                                         | Céline Dion                           |
| 1996 | Killing Me Softly                                                  | Fugees                                |
| 1997 | Something About the Way You Look Tonight / Candle in the Wind 1997 | Elton John                            |
| 1998 | Belle                                                              | Daniel Lavoie / Patrick Fiori / Garou |
| 1999 | ...Baby One More Time                                              | Britney Spears                        |
| 2000 | Ces soirées-là                                                     | Yannick                               |
| 2001 | Daddy DJ                                                           | Daddy DJ                              |
| 2002 | Aserejé                                                            | Las Ketchup                           |
| 2003 | Le frunkp                                                          | Alphonse Brown                        |
| 2004 | Dragostea din tei                                                  | O-Zone                                |
| 2005 | Axel F                                                             | Crazy Frog                            |
| 2006 | Hips Don't Lie                                                     | Shakira feat. Wycleaf Jean            |
| 2007 | Grace Kelly                                                        | Mika                                  |
| 2008 | Parle à ma main                                                    | Fatal Bazooka feat. Yelle             |
| 2009 | Poker Face                                                         | Lady Gaga                             |
| 2010 | Waka Waka (This Time for Africa)                                   | Shakira feat. Freshlyground           |
| 2011 | Rolling in the Deep                                                | Adele                                 |
| 2012 | Somebody That I Used to Know                                       | Gotye feat. Kimbra                    |
| 2013 | Papaoutai                                                          | Stromae                               |
| 2014 | Happy                                                              | Pharrell Williams                     |
| 2015 | Cheerleader                                                        | Omi e Felix Jaehn                     |
| 2016 | Cheap Thrills                                                      | Sia feat. Sean Paul                   |
| 2017 | Shape of You                                                       | Ed Sheeran                            |
| 2018 | La même                                                            | Maître Gims feat. Vianney             |
| 2019 | Old Town Road                                                      | Lil Nas X                             |
| 2020 | Blinding Lights                                                    | The Weeknd                            |
| 2021 | Save Your Tears                                                    | The Weeknd                            |
| 2022 | As It Was                                                          | Harry Styles                          |
| 2023 | Flowers                                                            | Miley Cyrus                           |
| 2024 | Beautiful Things                                                   | Benson Boone                          |

## Alcuni record
- Adele con Hello detiene il record di maggior numero di settimane passate alla numero 1 in Vallonia, con 18 settimane, a parimerito con Fever di Dua Lipa e Angèle. Il precedente record era detenuto dalle Las Ketchup con The Ketchup Song, con 14 settimane passate in vetta.
- Alors on danse di Stromae è il singolo che ha passato più settimane in classifica, 87, seguito da Rolling in the Deep di Adele con 73 settimane.
- We Are The Best di The Champions è la numero 1 con meno settimane di permanenza in classifica, 6, di cui 3 passate in vetta.
- Debutti alla numero 1: Elton John con Something About the Way You Look Tonight / Candle in the Wind 1997, Star Academy con La musique (Angelica), Mario Barravecchia con On se ressemble, Grégoire con Toi + Moi, The Champions con We Are The Best, Britney Spears con Hold It Against Me e Adele con Rolling In The Deep.
- Ritorni alla numero 1: Tom Dice con Me And My Guitar.
- Mylène Farmer con Dégénération ha fatto il più alto salto verso la numero 1, dalla posizione numero 33.
- Somebody That I Used to Know di Gotye e Kimbra è stato il singolo più lento ad arrivare in vetta; ci ha messo 36 settimane per arrivare alla posizione numero 1.